# 여종기
여종기(余琮琪, 1946년 10월 19일 ~ 2012년 11월 29일)는 대한민국의 공학자, 기업가이다. 1946년 경상남도 함양군에서 출생했고, 2012년 별세했다.

## 학력
- 보성고등학교 (서울)
- 1970년: 서울대학교 공학사(화학공학)
- 1976년: 서울대학교 대학원 공학석사(화학공학)
- 1980년: 미국 리하이 대학교 대학원 공학박사(고분자공학)

## 경력
- 1981년 ~ 1995년: 럭키 중앙연구소 책임연구원, LG화학 고분자연구소 소장
- 1995년 1월: LG화학 고분자연구소장 전무이사
- 1996년 1월: LG화학 화학CU 기술연구원장 부사장
- 1996년 ~ 2004년: LG화학 기술연구원 원장
- 2000년: 대한화학회 이사, 한국고분자학회 이사, 한국유변학회 이사, 한국화학공학회 이사
- 2001년 4월: LG화학 기술연구원장 사장
- 2005년 LG화학 부문장(사장)
- 2011년 ~ 2012년 한국공학한림원 부회장

## 상훈
- 1985년: 한국화학공학회 기술상
- 2001년: 아시아화학회연맹(FACS) 상
- 2002년: 대한민국과학기술상 기술상
- 2004년: 한국공학한림원 대상
- 2018년: 과학기술유공자 명예의 전당 헌정인물 선정